# Аль-Нассер, Малак
Малак Аль-Нассер (араб. ملك الناصر‎; род. 19 января 1954) — сирийская легкоатлетка, выступавшая в беге на средние дистанции. Участница летних Олимпийских игр 1972 года. Первая женщина, представлявшая Сирию на Олимпийских играх.

## Биография
Малак Аль-Нассер родилась 19 января 1954 года.
В 1972 году вошла в состав сборной Сирии на летних Олимпийских играх в Мюнхене. В беге на 800 метров не завершила забег 1/8 финала.
Аль-Нассер стала первой женщиной, представлявшей Сирию на Олимпийских играх.

## Личный рекорд
- Бег на 800 метров — 2.24,0 (1971)[2]